# Huggormar
Huggormar (Viperidae) är en familj av cirka 200 giftiga mark- och trädlevande ormarter över hela världen utom Australien och vissa öar. Gifttänderna är långa och placerade framtill på korta vridbara överkäksben och fälls fram i samband med hugg. Ormgiftet är vanligen vävnadsnedbrytande. Huggormar har en tjock, satt kropp, som först efter höjd med analöppningen brant avsmalnar. Huvudet är trekantigt och giftkörtlarna sväller ut på sidan av detta. Ormarna anpassar sitt gift till dess byte. Ögat har en "kattpupill" (en strimma).
Familjen indelas enligt ITIS i fyra underfamiljer: (1) Viperinae (egentliga huggormar eller viperor), (2) Crotalinae (näsgropsormar, inklusive skallerormar), (3) Azemiopinae (endast bestående av arten Feas huggorm) samt (4) Causinae. Underfamiljen Viperinae föder vanligen sina ungar levande. Viperinae innehåller i sin tur arterna sandhuggorm, hornhuggorm, puffadder och sandrasselorm, samt den i Sverige endast förekommande arten huggorm (Vipera berus).

## Beskrivning
Huggormars längd varierar mellan 0,5 meter och över 3 meter. Den svenska arten huggorm blir normalt cirka 65 centimeter lång, undantagsvis strax över 1 meter, medan gabonhuggorm och andra större arter av släktet Bitis ofta får en längd av 1,4 meter. Däremot blir Bitis peringueyi bara omkring 30 centimeter lång.
Även huggormars färger och mönstring varierar mycket. Exempelvis har den svenska arten huggorm oftast ett tydligt markerat, mörkt sicksackband längs ryggen, men helt svarta exemplar är inte ovanliga. Artens hanar har vanligen inslag av vitt, grått och svart, medan honorna i regel är brun- eller rödaktiga.
Aktivitetstiden är beroende på art och utbredningsområde. Huggormar som lever i den tempererade zonen är vanligen dagaktiva medan huggormar i öknar föredrar natten. I familjen förekommer arter som lägger ägg (ovipari) och arter som föder levande ungar (vivipari). Antalet ägg eller ungar är vanligen omkring 10 men honor av stora medlemmar, till exempel från släktet Bitis, föder ibland 40 till 100 ungar vid samma tillfälle.

## Utbredning
Huggormar förekommer på alla kontinenter utom Australien och på Antarktis, och inte heller på vissa isolerade öar. De vistas vanligen på marken och några arter klättrar i låga buskar. Ett undantag är släktet trädhuggormar (Atheris) som söker sin föda i växtligheten. Arten huggorm förekommer i hela Europa upp till ungefär polcirkeln och österut genom Ryssland till Stillahavskusten, och lever på  ljunghedar, i mossmarker och i bergsområden upp till 3 000 m över havet.